# William Wain Prior
William Wain Prior (18. juli 1876 i København – 9. marts 1946 på Frederiksberg) var en dansk general og øverstbefalende for den danske hær fra 1939 til 1941.
Prior blev i 1937 generalmajor og chef for Sjællandske Division, indtil han i december 1939 afløste Erik With som kommanderende general. Før den tyske invasion i 1940 talte han for en styrkelse af hæren. Disse ønsker blev imidlertid ikke støttet af flertallet i Folketinget, der frygtede, at Nazityskland ville kunne opfatte en øget militær styrke som en provokation.
Da Tyskland invaderede Danmark i 1940, ønskede Prior, at hæren aktivt skulle forsvare landet. Regeringen delte imidlertid ikke hans holdning, blandt andet af frygt for, at København skulle blive udsat for de samme ødelæggende bombardementer, som Warszawa netop havde oplevet under den tyske invasion af Polen.
Prior fortsatte som øverstbefalende under den første del af besættelsen, og som sådan arbejdede han blandt andet for, at den danske hær ikke skulle blive aktivt involveret på tysk side. Han forlod sin stilling i 1941.

## Kuriosa
Den legendariske oberst Hachel fra Lise Nørgaards tv-serie Matador dør i afsnit 15 "At tænke og tro" af et hjerteanfald under sit sygehusophold, da han i Berlingske Tidende læser nyheden om, at hans ærkefjende general Prior er blevet chef for hæren i 1939.